# Bars-8MMK
Bars-8MMK – ukraiński moździerz samobieżny kalibru 120 mm, zbudowany na podwoziu kołowego pojazdu opancerzonego Bars-8 4x4.

## Opis konstrukcji
Podstawą jest pojazd Bars-8 4x4 ukraińskiej korporacji Bogdan. Z tyłu pojazdu umieszczono zmodyfikowany moździerz 2B11 z automatycznym systemem ładowania. Dodatkowo pojazd ma zautomatyzowany system kierowania ogniem z obrazowaniem sytuacji taktycznej i monitorowaniem skuteczności ognia. Doprowadzenie systemu artyleryjskiego do stanu gotowości bojowej zajmuje tylko 30 sekund, a po oddaniu strzału załoga może opuścić pozycję w czasie poniżej 20 sekund. Szybkostrzelność wynosi 12 strzałów na minutę, a maksymalna donośność do 8 kilometrów. Jednostka ognia wynosi 60 pocisków.